# Jean-Charles Luperto
Pour les articles homonymes, voir Luperto.
Jean-Charles Luperto, né à Namur le 17 novembre 1973, est un homme politique belge francophone de Wallonie, membre du Parti socialiste. Il possède la double nationalité, belge et française.

## Enfance et études
En 1997, Luperto obtient une licence en journalisme et a suivi les cours de licence en criminologie à l'ULB sans y présenter son mémoire.[réf. nécessaire]

## Carrière politique et polémiques
Du 1er novembre 1999 au 1er novembre 2001  collaborateur parlementaire du groupe socialiste de la Chambre des représentants.
Il est un temps inquiété pour son avenir politique à la suite d'une plaisanterie de mauvais goût le 21 juin 2007 (une menace d'incendier la maison du bourgmestre de la commune voisine Jemeppe-sur-Sambre, M. Joseph Daussogne).
Le 9 novembre 2014, dans la soirée, une perquisition de son domicile et une autre, dans ses bureaux de l'Administration communale de Sambreville ainsi qu'une autre, le 10 novembre 2014, dans ses installations de la Maison des parlementaires à Namur sont menées à l'initiative du Parquet de la Province de Namur dans le cadre d'une enquête concernant des faits de mœurs qui se seraient produits dans les toilettes du parking de l'autoroute de Spy au printemps et à l'été 2014,.
En 2020, il est condamné par la cour d'appel de Liège à une peine de six mois de prison avec sursis de deux ans et à une amende de 600 euros avec sursis pour avoir commis des faits d'outrage public aux mœurs, coupable de s’être masturbé en public, notamment devant un enfant de 9 ans ,. Il décide alors d'introduire un pourvoi en cassation contre le prononcé du jugement. La Cour de cassation a rejeté son pourvoi le 14 avril 2021 rendant la décision coulée en force de chose jugée .

## Mandats politiques[11],[12]
- 01/01/2001 - 03/12/2006 : Premier Échevin de la commune de Sambreville ;
- Depuis le 29/06/2004 : Député au Parlement wallon et au Parlement de la Communauté française de Belgique.
- Depuis le 04/12/2006 : Bourgmestre de la commune de Sambreville ;
- 23/06/09 - 10/11/2014 : Président du Parlement de la Communauté française de Belgique.